# Vídeňský akcionismus
Vídeňský akcionismus (německy: Wiener Aktionismus) bylo rakouské umělecké hnutí 60. let 20. století. Mělo blízko k performančnímu umění, konceptualismu, hnutí fluxus, bodyartu, akční malbě apod. Vídeňský akcionismus se nicméně vyznačoval větším důrazem na šok a provokaci, vědomě usiloval o konfrontaci se státní a církevní autoritou, která byla ostrá i proto, že rakouská společnost byla mnohem konzervativnější, než byly společnosti v místech, kde vznikaly příbuzné umělecké skupiny (Kalifornie, New York, Paříž apod.). Součástí performancí skupiny bylo pití vlastní moči, masturbace či zvracení na veřejnosti, rituální zabíjení zvířat a orgie v jejich vnitřnostech apod. Hlavními představiteli byli Günter Brus, Otto Muehl, Hermann Nitsch a Rudolf Schwarzkogler. Po roce 1970 se umělecké cesty členů skupiny rozešly. Jeden z členů skupiny, Otto Muehl, byl později usvědčen ze sexuálního zneužívání dětí v sektě, kterou po zániku skupiny založil, a která měla fasádu „revoluční komuny“.